# Чауніно
Чауніно (рос. Чаунино) — присілок у Великоуківському районі Омської області Російської Федерації.
Муніципальне утворення — Чебаклинське сільське поселення. Населення становить 119 осіб.

## Історія
Згідно із законом від 30 липня 2004 року входить до складу муніципального утворення Чебаклинське сільське поселення.

## Населення
| 1926 | 2010 |
| ---- | ---- |
| 755  | ↘119 |